# Maslinjak (Kornat)
Koordinati:   43°48′01″N, 15°17′38″E
Maslinjak je nenaseljen otoček v Jadranskem morju. Pripada Hrvaški.
Otoček leži v Narodnem parku Kornati južno od otoka Kornata, njegova površina je 0,067 km², dolžina obale meri 0,99 km. Najvišji vrh otočka je visok 39 mnm.